# Huaca Santa Catalina
Huaca Santa Catalina es un sitio arqueológico ubicado en el distrito de La Victoria, en la ciudad de Lima, capital del Perú.
La Huaca Santa Catalina fue un importante punto de encuentro para las dos culturas que la habitaron, los Ychsmas y los Incas. Durante tres siglos, estas culturas se asentaron en los valles Rímac y Lurín, siendo expertos agricultores, y desarrollando la pesca y el comercio a gran escala.
Asimismo, se sabe que la Huaca Santa Catalina fue un importante lugar de culto y exploración.

## Ubicación
El sitio arqueológico "Huaca Santa Catalina" está ubicada en la urbanización homónima, en el distrito de La Victoria, ciudad de Lima, capital del Perú. Específicamente, entre las calles Miguel Checa y Pascual Saco. Ubicada a 12°05’35" L. S. y 77°01’29" L. O. y con una altitud de 138 m s. n. m.

## Huaca Santa Catalina
Actualmente, cuenta con un museo de sitio que permite conocer un poco más de su historia. Tuvo la presencia de dos culturas: la cultura Ychsma e Inca. La cultura Ychsma fue un señorío que se asentó en la costa central. Su principal centro ceremonial fue Pachacámac, sus habitantes fueron excelentes agricultores en los valles Lurín y Rímac, que dominaron durante tres siglos. Además, desarrollaron la pesca y el comercio, en gran escala. El centro principal de la cultura Ychsma fue Pachacámac; sin embargo, tuvo otros como el de Santa Catalina que perteneció al curacazgo de Limatambo, así como otras huacas pertenecientes a este curacazgo como la huaca Balconcillo, Matalechucita, la Universidad y Limatambo. En el siglo XV, el imperio Inca anexó pacíficamente al reino Ychsma, pero como fue una de las características de las conquistas incas este respetó el culto al dios Pachacámac. En esta anexión, fue donde la huaca llegó a tener una mayor importancia, y también fue usado como cementerio, que indica que mantuvo un cierto prestigio con las diferentes ocupaciones.
Entre 1969 y 1974, se realizaron las primeras excavaciones y restauraciones de la huaca dirigidas por los arqueólogos Humberto Ghersi y Jorge Zegarra. Se llegó a encontrar piezas de cerámica tanto de cultura Ychsma como la de los incas, fardos, textiles, herramientas, conchas marinas, etc. Lo que llama la atención, es una forma distinta de adobes a lo que comúnmente se encuentra en forma de prisma rectangular, aquí se encontró adobes en forma cilíndrica.
En 2002, la huaca fue declarada patrimonio cultural de la Nación. Y en el 2011, el ministerio de cultura, el plan copesco y la Municipalidad de La Victoria, trabajaron en conjunto para la mejora de la huaca. Asimismo, se comprometieron a apoyar la investigación de la huaca.
Desde 2014 hasta 2016, la huaca fue parte de un proyecto que promovía que las instituciones educativas realizaran diversas actividades relacionadas con la huaca, de esta forma se generó que muchos estudiantes tuvieran más interés por la arqueología. Este programa era ´promovido por el ministerio de cultura y el programa se llamaba "La Huaca nos cuenta".
Actualmente, la huaca Santa Catalina se encuentra en un muy buen estado, está completamente cercada y es protegida por serenos de la Municipalidad de La Victoria. Es de acceso libre y gratuito, y se puede tener visitas guiadas con un profesional con previa coordinación.

## Cerámica
Respecto a su cerámica, hasta antes de la presencia e influencia inca, la cerámica Ychsma era poco recargada de decoración polícroma y carácter escultórico. La cultura Ychsma, si bien no de manera autónoma, siguió produciendo un tipo particular de cerámica que estuvo caracterizada por representaciones antropomorfas, llámese figurines, las cuales evocan rituales de fertilidad o los famosos "cántaros cara gollete". Esta cerámica Ychsma presenta un engobe rojo, sobre el cual se aplica parcialmente la pintura blanca de un modo muy parejo que se le conoce como "pintura chorreada". Ante los conocimientos arqueológicos, muy probablemente las primeras manifestaciones de la cultura Ychsma, se encuentra en la Huaca Santa Catalina.
La presencia de la cultura Inca en la huaca, empieza aproximadamente hace unos 533 años antes de la actualidad, desde la conquista o anexión de Tupac Yupanqui. La muestra de la cerámica es muy variada, debido a que los Incas tenían diferentes influencias. Los exponentes más representativos son los "aríbalos antropomorfos" con un rostro muy pequeño de un personaje humano con una pequeña joroba en la parte posterior del cuerpo. Uno de los aríbalos sin contexto presenta además en su pintura facial tres lágrimas en cada mejilla. También se encuentran vasijas fitomorfas y grandes tinajas que pudo haberse usado para el almacenamiento de agua o chica. El acabado de la cerámica inca en esta huaca presenta diseños geométricos.

## Arquitectura
Está huaca consta de una pirámide escalonada, cuya planta casi cuadrangular, está ubicada al este por donde se puede acceder a una pequeña rampa con escaleras. En la parte superior de la huaca, se encuentra un laberinto que jugaba con la salida y puesta del sol generando sombras de sus dioses. El material de la construcción está hecha de bloques de adobe que en su composición estaban hechas de barro, tierra y piedra. También presenta adobes en formas cilíndricas en algunas partes.

## Funciones
Las funciones que esta huaca realizó son dos: Una como centro administrativo por su disposición y la presencia de grandes vasijas y colcas, también por sus accesos limitados y un pequeño laberinto en la parte superior de la huaca. Es por eso, que cumplió una función de tambo en la época incaica; puesto que, era el lugar de reserva de alimentos y parte de la red de caminos inca Qapaq Ñan. La otra función fue religiosa por un cementerio prehispánico que lo rodea.

## Cronología
Su construcción y apogeo datan del intermedio tardío, periodo clasificado por John Rowe, entre los años 1100 y 1440 d. C. Pasó por dos momentos: Por la cultura Ychsma y la cultura inca por la anexión de Tupac Yupanqui aproximadamente en 1440 d. C.

## Galería

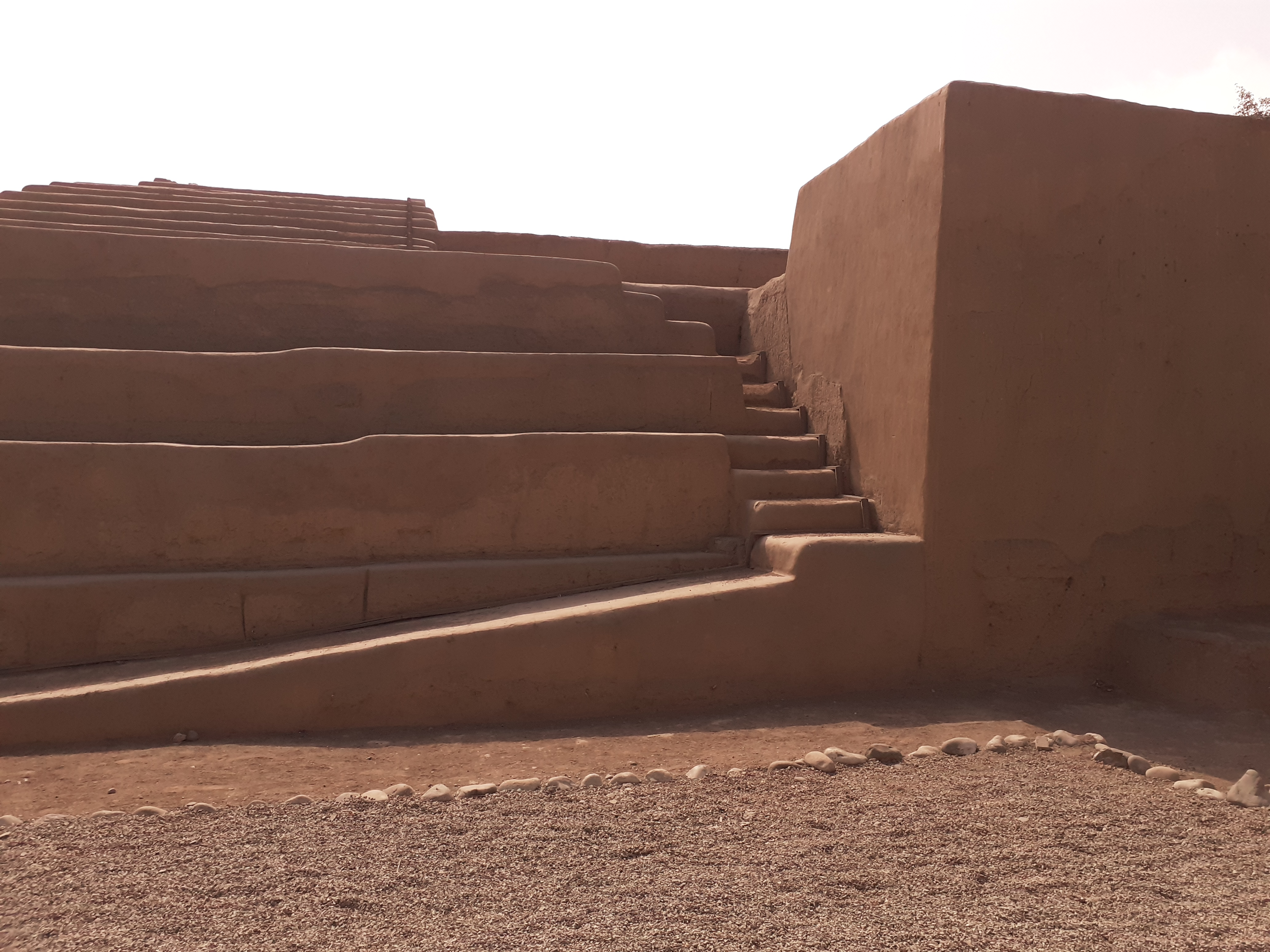
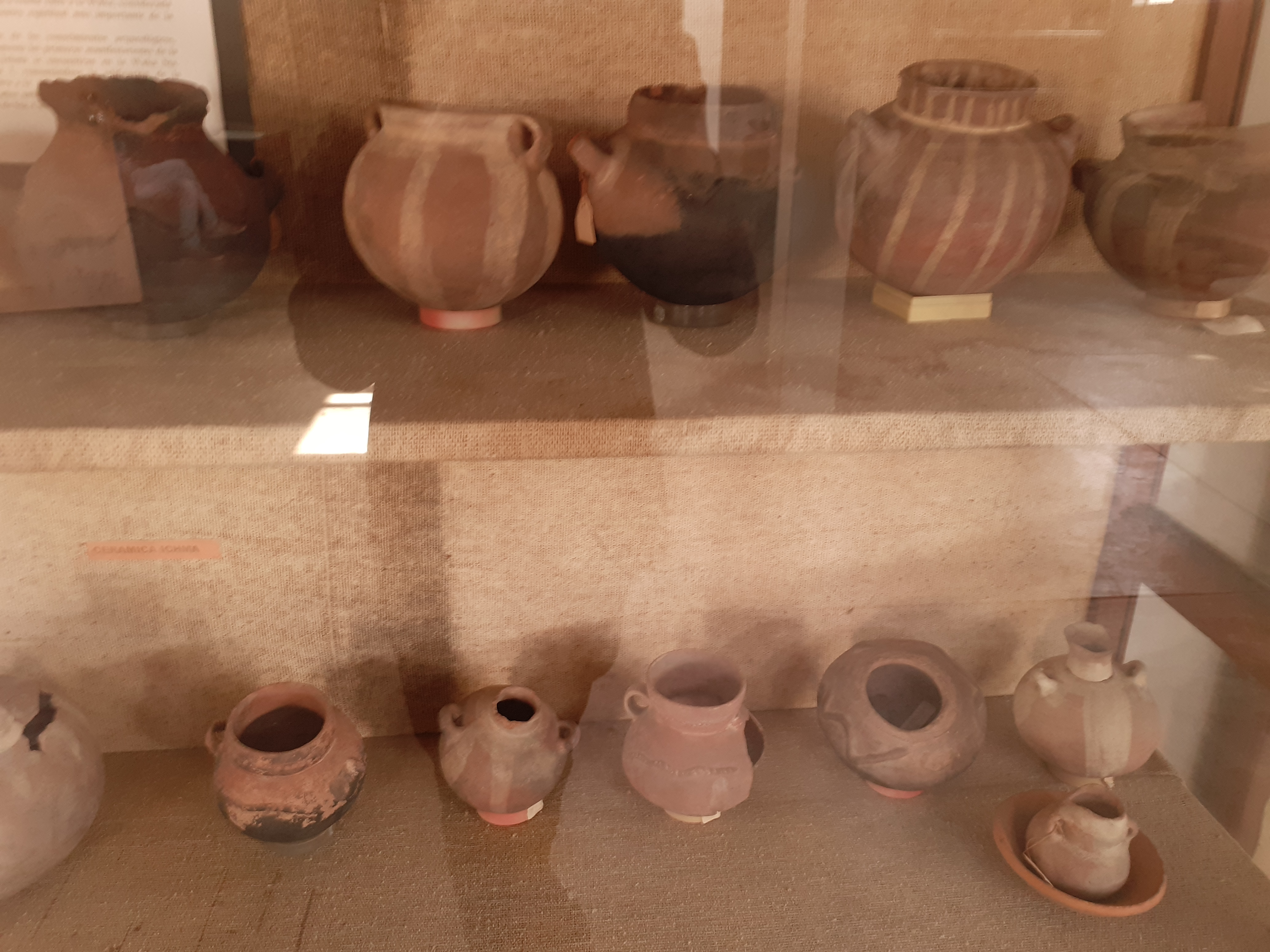
Cerámica Ychsma - Huaca santa catalina
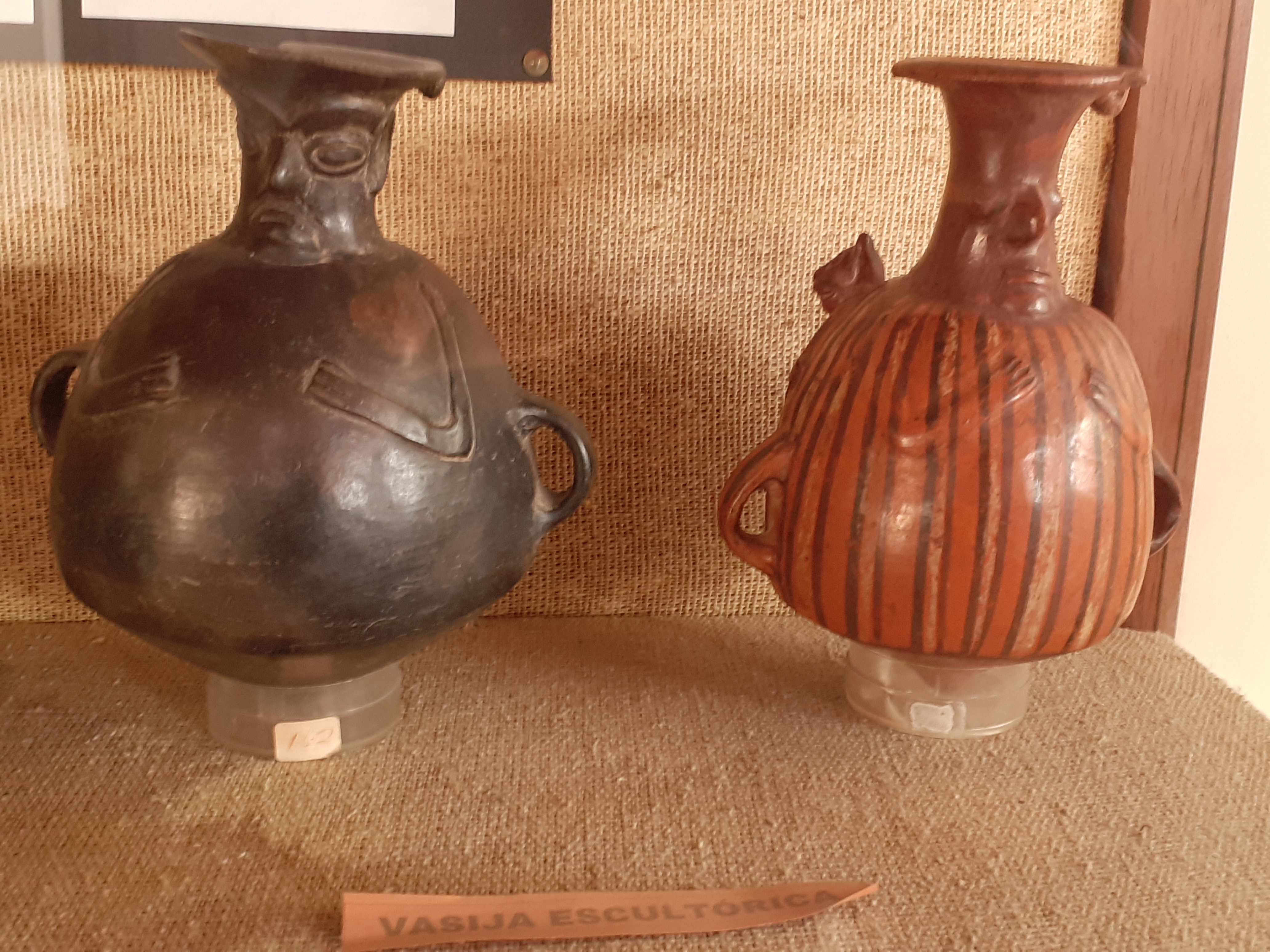
Cerámica inca aríbalo inca- Huaca santa catalina
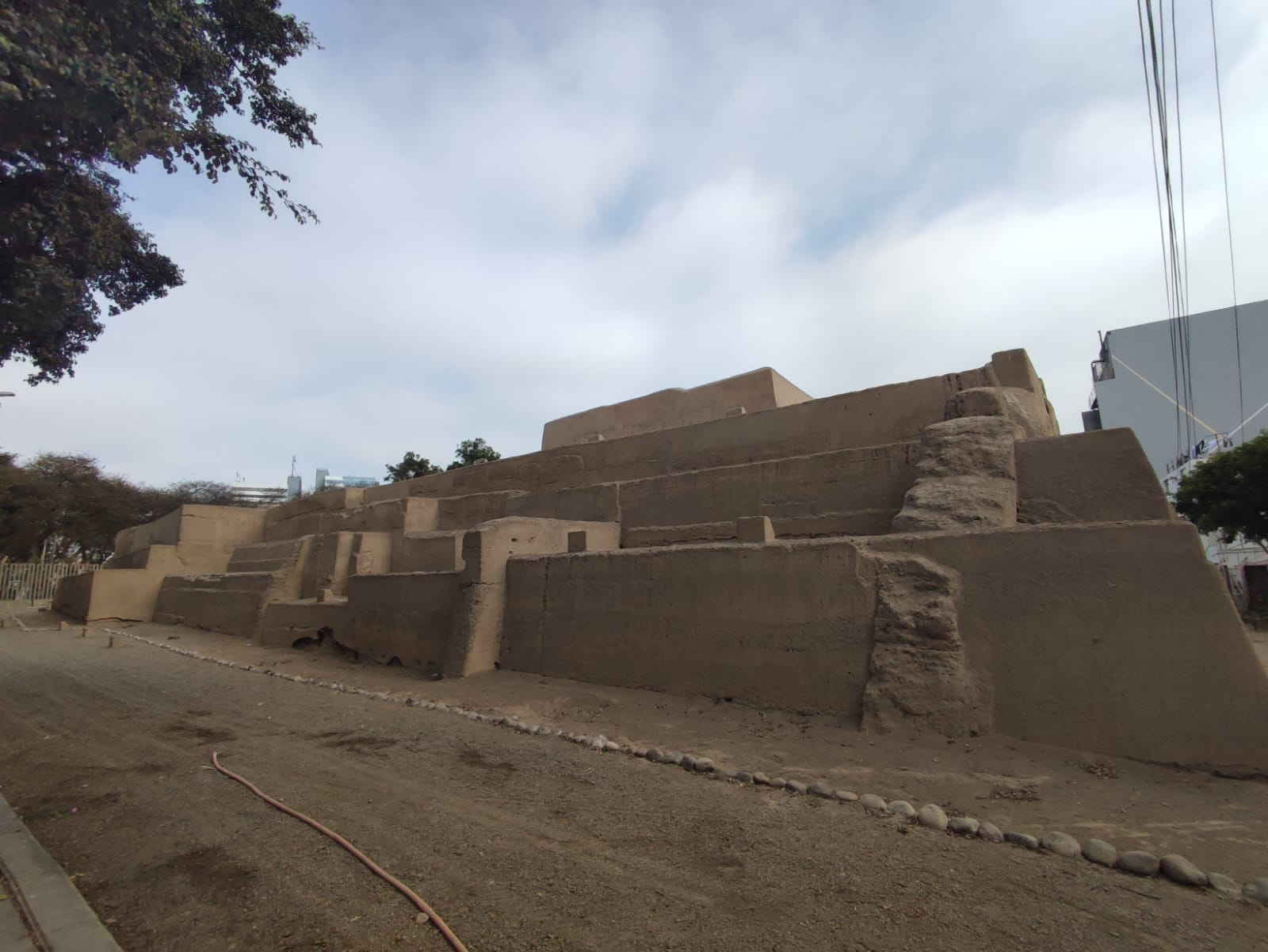
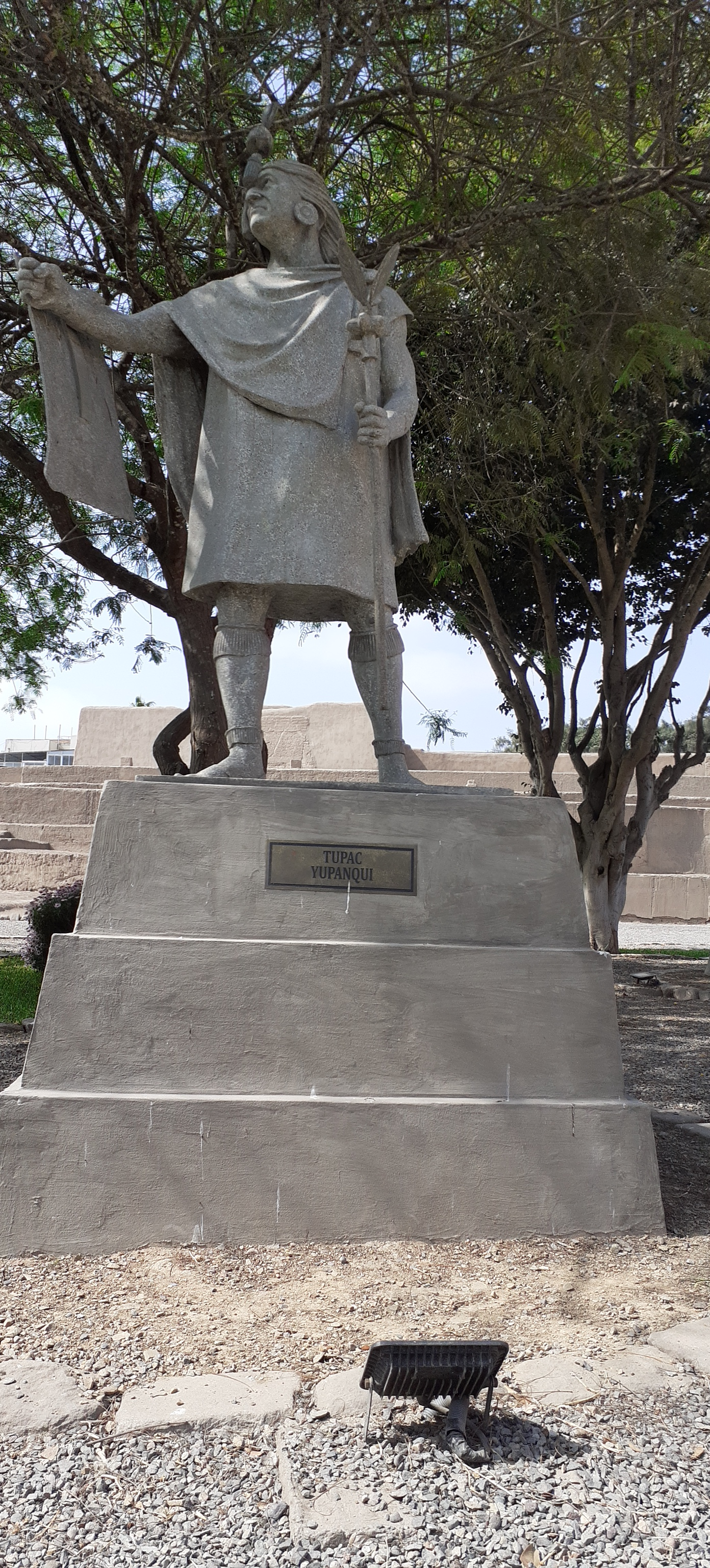
Túpac Yupanqui en la Huaca santa catalina. Escultura de Franco Ochoa